# 穴内村
穴内村（あなないむら）は、高知県安芸郡にあった村。現在の安芸市穴内甲・穴内乙にあたる。

## 地理
- 海洋：土佐湾
- 山岳：妙見山
- 河川：穴内川

## 歴史
- 1889年（明治22年）4月1日 - 町村制の施行により、近世以来の穴内村が単独で自治体を形成。
- 1943年（昭和18年）10月1日 - 安芸町に編入。同日穴内村廃止。

## 交通

### 鉄道路線
- 土佐電気鉄道安芸線
  - 安芸線
    - 穴内駅

現在は旧村域に土佐くろしお鉄道阿佐線の穴内駅が所在するが、当時は未開業。